# 鬼大城の墓

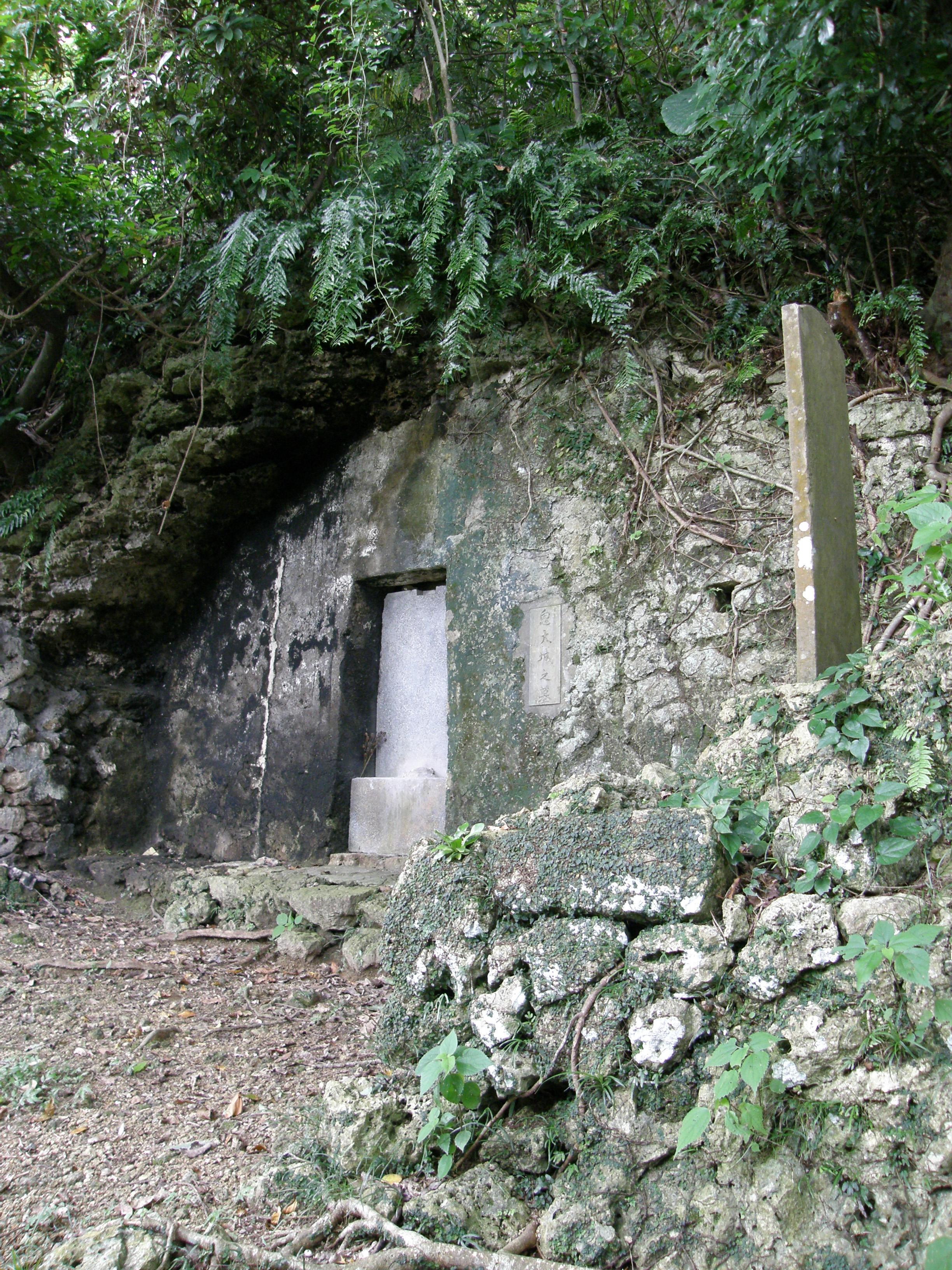
鬼大城の墓

鬼大城の墓（うにうふぐしくのはか）は、沖縄県沖縄市知花にある史跡。尚泰久王（第一尚氏）から尚円王（第二尚氏）の時期にかけて活動した武将・大城賢雄の墓とされ、知花城址の中腹に建てられており、洞穴囲い込み墓と呼ばれる形をしている。1980年（昭和55年）10月23日に沖縄市指定文化財（史跡）に指定されている。

## 情報
- 所在地 - 沖縄県沖縄市知花五丁目25-20
- 建築年 - 不明（遺物の中で最も古いと思われるものは石灰岩製寄棟式厨子で、嘉靖36年（1557年）の文字が存在する）

## 外観
知花城址の中腹の岩陰を利用して作られた洞穴囲い込み墓である。表は石を積み上げて漆喰で固められており、墓口は南（首里城）に向いている。墓石の右側地上約110cmのところは、霊の出入り口用に、浦添ようどれに見られるような小穴が開いている。墓石は高さ174cm、幅80cm、墓の中は自然洞穴を利用したため乾燥に近い状態であり、天井までの高さ239cm、広さは30平方センチメートルになっている。

## 遺物
- 石棺10個
- 石灰岩製寄棟厨子4個
- 石灰岩製入母屋式厨子2個
- 素焼寄棟式厨子
- 素焼製厨子
- セメント製寄棟式厨子
- 大小甕型厨子23個
- 甕片の山

これらの遺物には年代、家系が詳しく書かれており、調査資料になっている。また、甕片は1か所にまとめられており、何らの形で墓の内部が荒らされている形跡がある。

## 歴史
第一尚氏の尚泰久王・尚徳王の時代に王の側近として活躍した大城賢勇は、数々の武勇から「鬼大城」という異名で呼ばれているが、1469年に王の重臣であった金丸（後の尚円王）のクーデターにより第二尚氏王統が成立すると、大城は新たに即位した尚円王とは折り合いが付かなかった。その後、尚円王は大城が城下宮里村石城の娘を妾にしたことを不品行であるとして大軍を送ると、それを事前に察知した大城は知花城の洞穴に逃れるが、王府軍に探知されて洞窟の中で火攻めの末に自刃した。そのときに逃れた洞穴が現・鬼大城の墓といわれている。
また一説によれば、尚円革命の際に第二尚氏に反対する大臣達が反旗を翻し、大城が首謀者として戦うが、王府軍に敗北して現・鬼大城の墓である洞穴で自刃したという説もある。

## 現在における利用方法
鬼大城の墓は現在、清明祭のうちの一つである神御清明の際、大城の末裔とされている人々が集まり、行事を行なっている。また、墓は市指定文化財に指定されているが、墓は高地に存在し、草木も生い茂っているため、比較的訪れにくい場所になっている。